# 셀로니아어
셀로니아어는 동발트어군의 언어로 현재는 사멸되었다. 리투아니아 북동부와 라트비아 남동부 지역에서 15세기 무렵까지 셀로니아인들이 사용했다. 그러나 13세기에서 15세기에 걸쳐서 이들은 자신의 언어를 잃고 이 언어는 라트비아어에 동화되고 만다.
이 언어에 대한 자료는 셀로니아인들이 살았던 지역에서 아직도 발견된다. 특히 오늘날에도 라트비아어의 셀로니아 방언에서는 강세 체계와 음성 체계 등에서 셀로니아어의 영향이 남아 있다.